# Marthe Richard au service de la France
Marthe Richard au service de la France è un film del 1937 diretto da Raymond Bernard.
La pellicola ha come interpreti principali Edwige Feuillère e Erich von Stroheim, la colonna sonora è di Arthur Honegger.

## Trama
Durante la prima guerra mondiale, l'ufficiale tedesco von Ludlow fa fucilare i genitori della giovane francese Marthe Richard, e causa indirettamente la morte dei suoi fratellini. Per vendicarsi, Marthe decide allora di farsi arruolare come spia in favore della Francia.
Il suo compito consiste proprio nell'avvicinare von Ludlow, e farsi assoldare come spia tedesca. Ella riesce nel suo doppio gioco, e così, in un periodo di difficoltà della Francia, ottiene, con alterne vicende, di danneggiare i tedeschi, fino a provocare indirettamente l'entrata in guerra degli Stati Uniti, il che porterà all'armistizio.